# Габа, Жозюэ
Жозюэ́ Габа́ (фр. Josue Gaba; 12 января 2002, Абиджан, Кот-д’Ивуар) — ивуарийский футболист, полузащитник клуба «Ван».

## Карьера
Перешёл в «Ван» в марте 2020 года. Дебютировал в первой лиге в матче против ереванского «Торпедо», выйдя на замену.
В Премьер-лиге дебютировал в августе 2020 года в матче против «Гандзасара».